# مزدا ام‌ایکس-۶

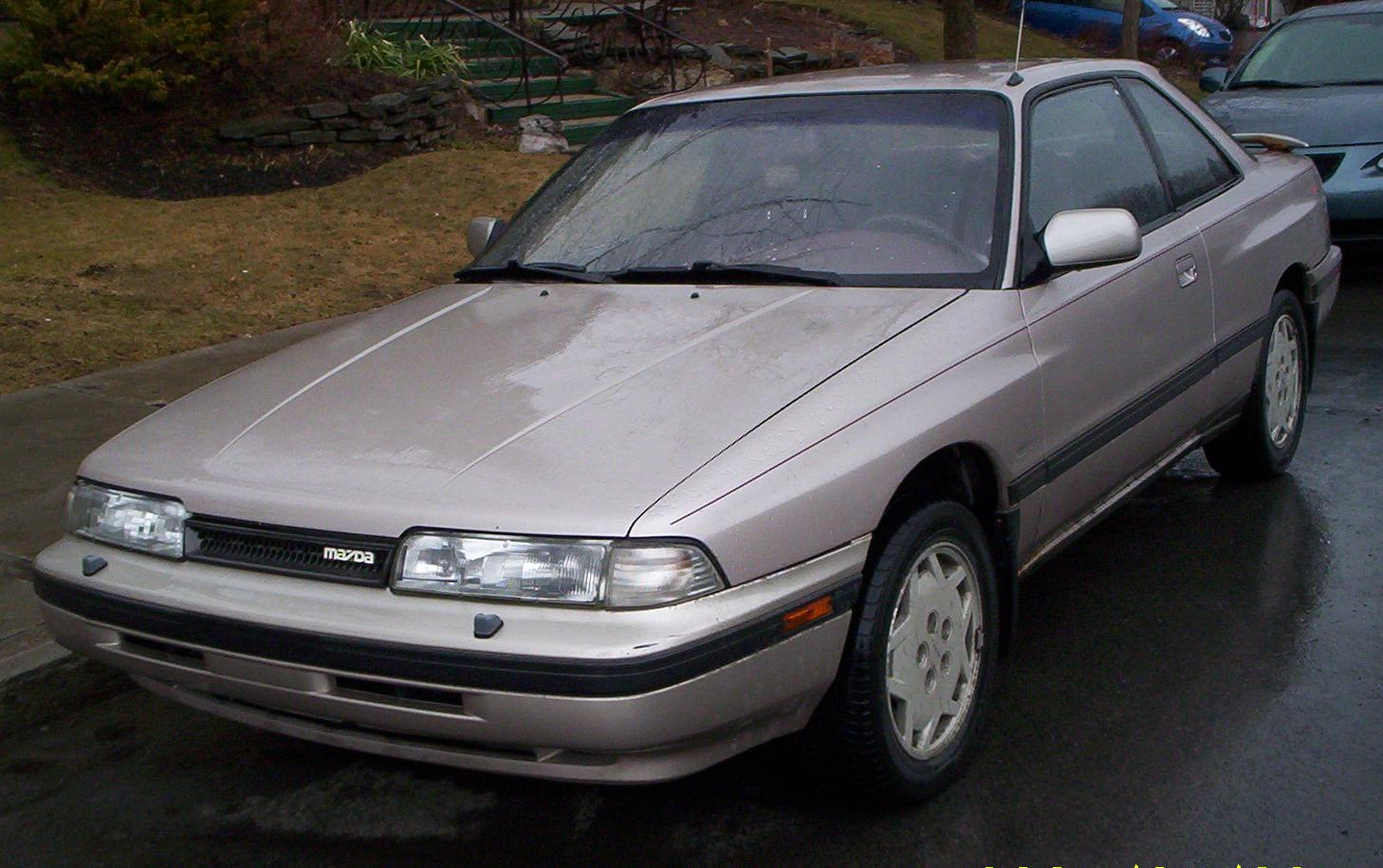

مزدا ام‌ایکس-۶ (Mazda MX-۶) خودرویی است که در سال‌های ۱۹۸۸–۱۹۹۷در ایالات متحده آمریکا، هیروشیما و ژاپن و ژاپن تولید شده‌است. طراحی آن خودروهای موتور جلو-محور جلو بوده است. سیستم جعبه‌دندهٔ آن ۵ دنده به دو صورت خودکار و دستی است.